# قانون ولف
قانون وُلف یک تئوری است از جراح و آناتومیست آلمانی قرن نوزدهم، ژولیوس ولف (۱۸۳۶–۱۹۰۲)، که بیان می‌کند استخوان‌های یک انسان یا حیوان سالم خود را با میزان فشار و باری که بر آن‌ها تحمیل می‌شود سازگار می‌کنند.
اگر میزان فشار روی یک استخوان زیاد باشد آن استخوان خود را در طول زمان بازسازی می‌کند تا قویتر شده و بتواند آن فشار را تحمل کند.
معماری داخلی استخوان‌ها بر اثر فشار وارده خارجی بر غشای استخوان، خود را سازگار کرده و احتمالاً ضخیم‌تر می‌شوند. عکس این مسئله نیز درست است یعنی با کاهش فشار بر استخوان‌ها، آن‌ها نیز در طول زمان ضعیف‌تر می‌شوند؛ ادامه این مسئله از لحاظ متابولیکی هزینه کمتری دربردارد و انگیزه لازم برای تغییر و افزایش انباشتگی استخوان از بین می‌رود.

## قوانین وابسته
- قانون دیویس بیان می‌کند که بافت نرم خود را با نیازهایی که بر آن تحمیل می‌شود سازگار می‌کند.
- اصلاح شده قانون ولف: نمونه فیزیولوژی یوتا (تئوری مکانواستت) از هارولد فراست

## نمونه‌ها

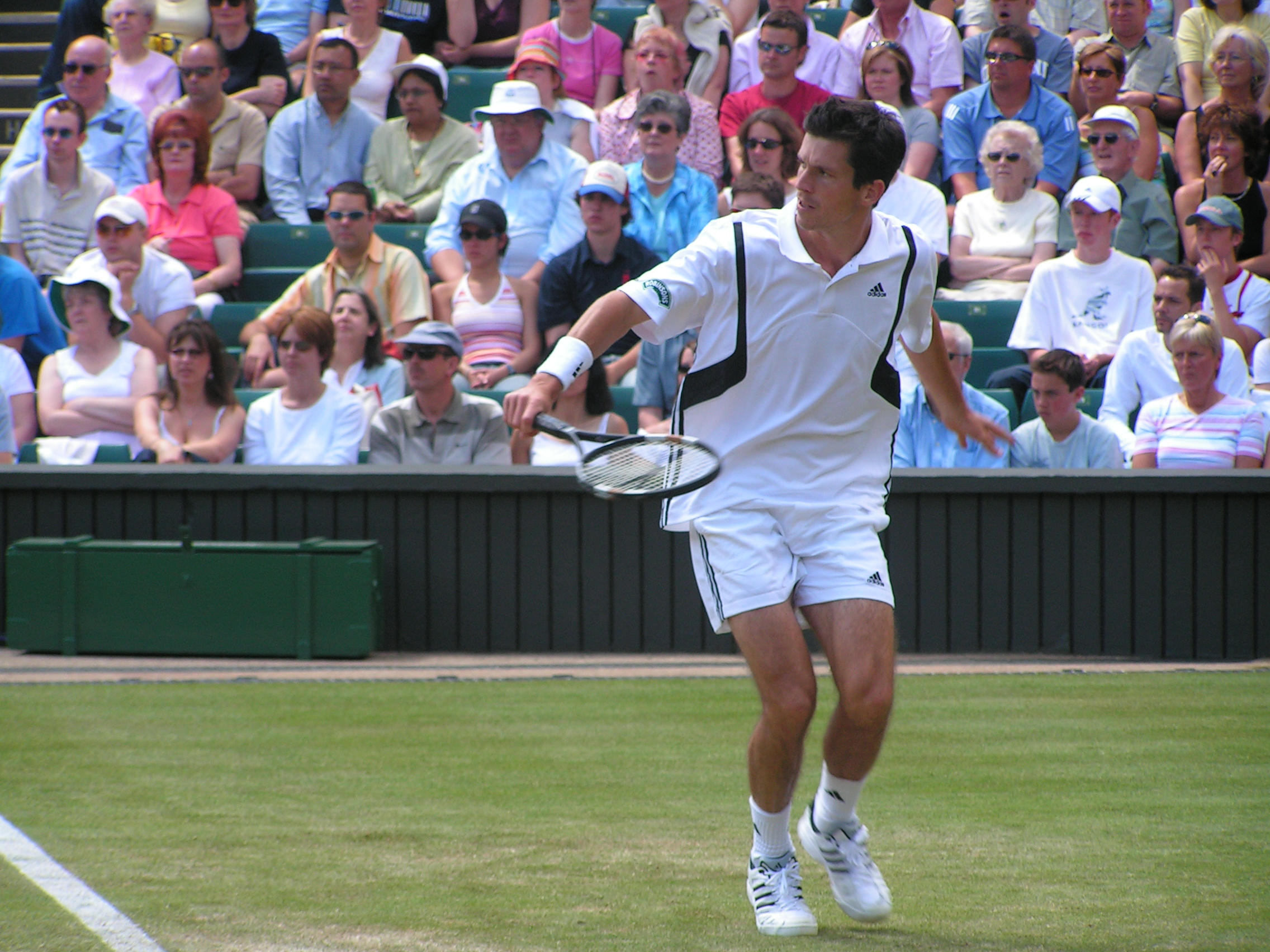
بازیکنان تنیس معمولاً از یکی از دست‌های خود بیشتر از دست دیگر استفاده می‌کنند

- دستی که بازیکن تنیس معمولاً راکت را با آن می‌گیرد قویتر از دست دیگر اوست. بدن بازیکن تنیس استخوان‌های آن دست را به علت اینکه تحت فشار بیشتری قرار می‌گیرد قوی‌تر می‌کند.
- کسانی که موج‌سواری می‌کنند معمولاً با زانو روی تخته موج‌سواری خود نشسته و با دست در آب حرکت می‌کنند. این مسئله غالباً باعث به وجود آمدن استخوان‌های اضافه به علت فشار تخته موج‌سواری می‌شود.
- فضانوردانی که مدت زمان طولانی را در فضا به سر می‌برند با استخوان‌های بسیار ضعیف‌تر از قبل به زمین برمی‌گردند که این به علت نبود جاذبه و به طبع آن نبودن فشار بر استخوان‌های آنهاست.
- استخوان‌های وزنه‌بردان به علت تمریناتشان غالباً دارای چگالی بیشتری نسبت به افراد عادی است.[۴]

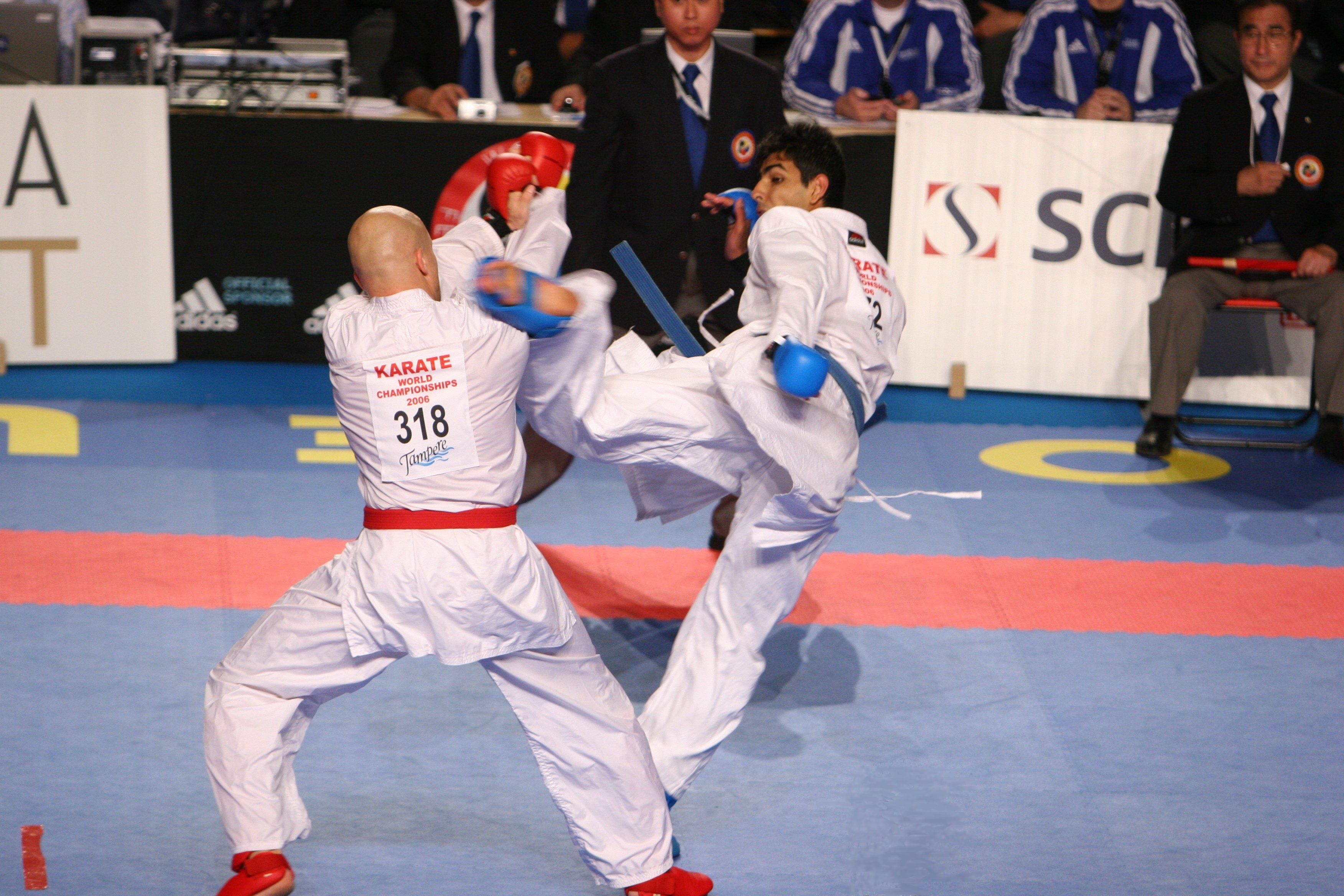
در کاراته ضربه‌ها باعث فشار بر استخوان‌ها و افزایش چگالی آنها می‌شود

- هنرمندان هنرهای رزمی که در تمرین‌های خود ضربه‌های بسیاری به اشیاء وارد می‌کنند (همچون ضربه آرنج، مشت و غیره) استخوان‌هایی که فشار بالای ضربه بر آن‌ها وارد می‌شود چگالی بیشتری دارند. به این مسئله تغییر شکل استخوان می‌گویند.